# Laoponia
Genre
Laoponia est un genre d'araignées aranéomorphes de la famille des Caponiidae.

## Distribution
Les espèces de ce genre se rencontrent au Laos et au Viêt Nam.

## Description
Les espèces de Laoponia comptent deux yeux.

## Liste des espèces
Selon World Spider Catalog (version 14.5, 2014) :
- Laoponia pseudosaetosa Liu, Li & Pham, 2010
- Laoponia saetosa Platnick & Jäger, 2008

## Publication originale
- Platnick & Jäger, 2008 : On the first Asian spiders of the family Caponiidae (Araneae, Haplogynae), with notes on the African genus Diploglena. American Museum novitates, no 3634, p. 1-12 (texte intégral).